# Resolució 2334 del Consell de Seguretat de les Nacions Unides
La Resolució 2334 del Consell de Seguretat de les Nacions Unides, adoptada el 23 de desembre de 2016, es refereix a la situació dels assentaments israelians als territoris palestins ocupats des de 1967, inclosa Jerusalem Est. La resolució, d'obligat compliment per a tots els països membres de l'ONU en ser vinculant, afirma que aquests assentaments «no tenen validesa legal» i els qualifica com una «flagrant violació» del dret internacional, demandant a Israel detenir aquestes activitats i complir escrupolosament les obligacions i responsabilitats jurídiques que li incumbeixen com «poder ocupant» en virtut del Quart Conveni de Ginebra relatiu a la Protecció deguda a les Persones Civils en Temps de Guerra, del 12 d'agost de 1949.

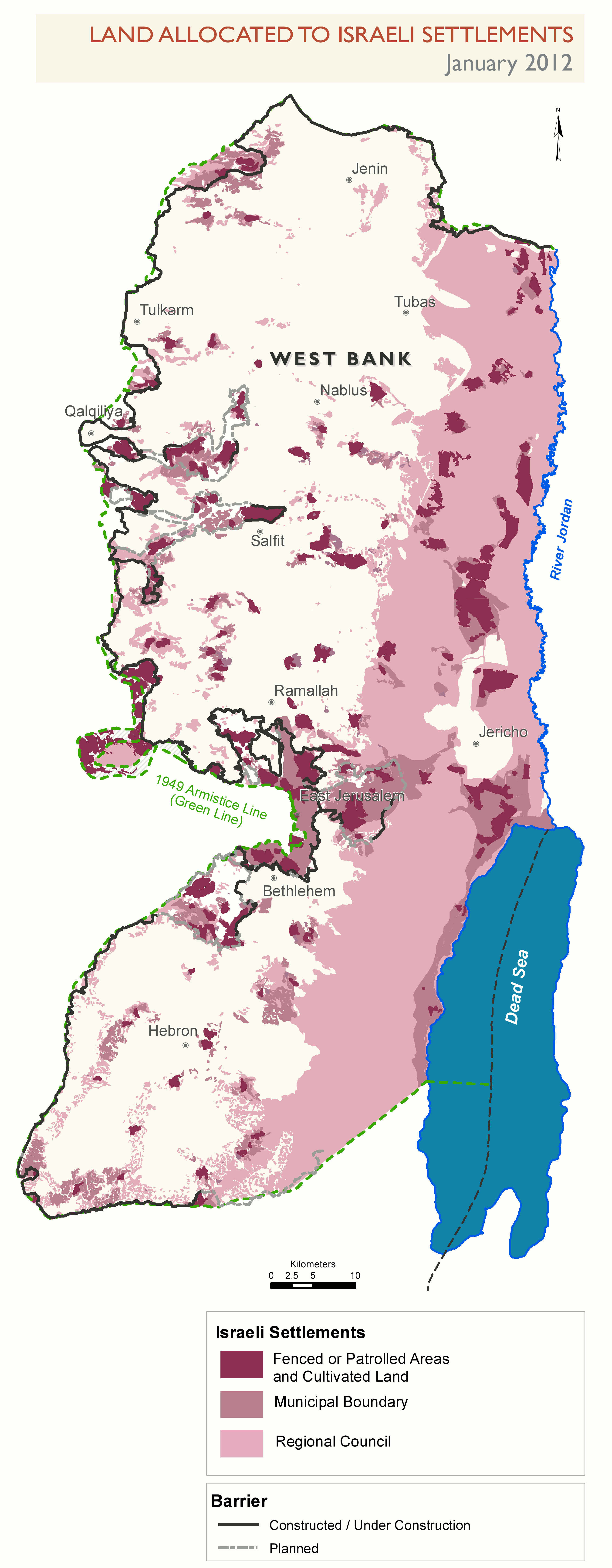
Parts de Cisjordània amb assentaments en gener de 2012 (en rosa i porpra).

La resolució va tenir 14 vots a favor i una abstenció per part del govern dels Estats Units. La mesura va ser aprovada per altres governs d'Europa Occidental, així com Amnistia Internacional i J-Street. El govern d'Israel i el portaveu del Partit Republicà dels Estats Units van criticar durament al govern estatunidenc per no vetar la resolució. Així mateix, el govern d'Israel va retirar els ambaixadors a Nova Zelanda i el Senegal, i va cancel·lar visites d'autoritats d'aquests països i d'Ucraïna.

## Antecedents
Els assentaments israelians són colònies construïdes per Israel a partir de 1967 en territoris palestins ocupats durant la Guerra dels Sis Dies. La Resolució 2334 s'ocupa d'aquests assentaments, específicament d'aquells en Cisjordània i Jerusalem Est. El Quart Conveni de Ginebra qualifica com a il·legal el trasllat de població i l'establiment d'assentaments en territoris adquirits per la força, i sota aquest supòsit, diversos països consideren com a il·legals els assentaments israelians. Aquesta qualificació és rebutjada per Israel.
Al febrer de 2011, sota l'administració de Barack Obama, els Estats Units van utilitzar el seu poder de veto per bloquejar l'aprovació d'una resolució que pretenia condemnar la política israeliana de colonització als territoris palestins. Malgrat això, durant el seu període de govern la construcció d'assentaments es van incrementar. En les setmanes finals del seu mandat, diversos mitjans van especular que l'administració Obama podria prendre algunes accions amb relació a la qüestió entre Israel i Palestina, en particular el permetre l'aprovació d'una resolució sobre la matèria en el Consell de Seguretat de l'ONU. Així mateix, en aquest context, l'expresident dels Estats Units Jimmy Carter va sol·licitar públicament a Obama que reconegués l'Estat Palestí abans de deixar el càrrec.

## Aprovació
L'esborrany de la resolució va ser originalment proposat per Egipte, no obstant això, el 22 de desembre el president electe dels Estats Units Donald Trump es va comunicar amb el dictador egipci, Abdel Fattah el Sissi, per demanar-li que retirés la proposta, la qual cosa va fer. Després va transcendir que havia existit una intensa pressió per part d'Israel per obtenir la intervenció de Trump. No obstant això, la proposta va ser recollida i presentada novament per Nova Zelanda, Veneçuela, Malàisia i el Senegal el 23 de desembre, la qual va ser sotmesa a votació i aprovada per 14 vots a 0. Tots els membres del Consell de Seguretat van votar a favor excepte Estats Units que es va abstenir. L'ambaixadora dels Estats Units davant l'ONU en funcions, Samantha Power, va explicar l'abstenció en la votació de la resolució contra Israel en assegurar que "Estats Units no està d'acord amb totes les paraules que estan en la mesura", encara que va recalcar que el text "reflecteix els fets que estan succeint en el terreny".

## Extractes de la resolució
| « | El Consell de Seguretat, «Condemnant totes les mesures que tenen per objecte alterar la composició demogràfica, el caràcter i l'estatut del Territori Palestí ocupat des de 1967, inclosa Jerusalem Est, incloent, entre altres coses, la construcció i expansió dels assentaments, el trasllat de colons israelians, la confiscació de terres, la demolició d'habitatges i el desplaçament de civils palestins, en violació del dret internacional humanitari i les resolucions pertinents,» « Expressant greu preocupació pel fet que la continuació de les activitats d'assentament israelians estan posant en perill la viabilitat de la solució biestatal basada en les fronteres de 1967, [...]» « Reiterant la seva visió d'una regió en què dos Estats democràtics, Israel i Palestina, visquin l'un al costat de l'altre en pau i dins de fronteres segures i reconegudes, [...]» « Destacant que el statu quo no és sostenible i que és necessari adoptar amb urgència, d'acord amb la transició prevista en acords anteriors, mesures importants amb la finalitat d' i) estabilitzar la situació i invertir les tendències negatives sobre el terreny, que estan soscavant contínuament la solució biestatal i afermant la realitat d'un sol Estat, i ii) crear les condicions per a l'èxit de les negociacions sobre l'estatut definitiu i per promoure la solució biestatal mitjançant aquestes negociacions i sobre el terreny, 1. Reafirma que l'establiment d'assentaments per part d'Israel al territori palestí ocupat des de 1967, inclosa Jerusalem Oriental, no té validesa legal i constitueix una flagrant violació del dret internacional i un obstacle important per a l'assoliment de la solució biestatal i d'una pau general, justa i duradora; 2. Reitera la seva exigència que Israel posi fi immediatament i per complet a totes les activitats d'assentament al territori palestí ocupat, inclosa Jerusalem Oriental, i que respecti plenament totes les seves obligacions jurídiques a aquest respecte; [...] 4. Destaca que la cessació completa de totes les activitats israelianes d'assentament és fonamental per salvaguardar la solució biestatal, i demana que s'adoptin immediatament mesures positives per invertir les tendències negatives sobre el terreny que estan fent perillar la solució biestatal; [...] 6. Exhorta al fet que s'adoptin mesures immediates per prevenir tots els actes de violència contra els civils, inclosos els actes de terror, així com tots els actes de provocació i destrucció; exhorta al fet que es rendeixin comptes referent a això, i al fet que es compleixin les obligacions en virtut del dret internacional amb la intenció de l'enfortiment dels esforços en curs per combatre el terrorisme, en particular mitjançant la coordinació de les mesures de seguretat existents, i per condemnar clarament tots els actes de terrorisme; [...] 13. Decideix seguir ocupant-se de la qüestió. » | » |

## Reaccions

### A Israel
La resolució va causar controvèrsia a Israel, el govern de la qual la va rebutjar taxativament qualificant-la de vergonyosa i anti-israeliana, assegurant a més que no complirà els seus termes. Així mateix, el govern israelià va acusar al president en funcions Obama d'estar darrere de la seva aprovació assenyalant que "l'administració Obama no solament ha fracassat a protegir a Israel contra aquesta conspiració en l'ONU, sinó que s'ha confabulat amb ella entre bastidors". Posteriorment, el govern israelià va anunciar que suspendria temporalment els contactes amb els països que van votar a favor de la resolució.

### En Palestina
Per la seva banda, el President de Palestina Mahmud Abbas va mostrar la seva complacencia amb l'aprovació de la resolució assegurant que "és una bufetada a la política israeliana. És una condemna internacional absoluta, unànime, dels assentaments i un vot de suport a la solució de dos estats", agregant que “creiem i esperem que la resolució de l'ONU serveixi de base a Israel i al món sencer per començar les negociacions. No haurien de rebutjar la legitimitat internacional que va ser clarament esmentada en aquesta resolució”.